# آنتربرگهورن
آنتربرگهورن (به لاتین: Unterberghorn) یک کوه در اتریش است که در کوسن واقع شده‌است.